# Yoshihiro Tatsuki
Yoshihiro Tatsuki (立木 義浩, Tatsuki Yoshihiro, né en 1937) est un photographe japonais.